# 西沙戦事緊
西沙戦事緊（簡: 西沙战事紧、意：西沙での戦いは緊迫している）または南海戦事緊（簡: 南海战事紧、意：南海での戦いは緊迫している）とは、中華人民共和国（中国大陸）で流布している都市伝説で、「1974年1月の西沙海戦（中華人民共和国とベトナム共和国の間で勃発した戦争）の際に、中国人民解放軍海軍の東海艦隊が台湾海峡を通過するのを、中華民国総統の蔣介石が黙認した」という内容のものである。後に中華民国国軍が公開した文書によれば「国軍は共匪軍の船舶が台湾海峡を通過するのを把握していたものの、これに介入しなかった」とあるが、それが蔣介石の指示によるものであったことを示す文書は存在しない。中国大陸の一部研究者の間では「蔣介石を美化するためのデマ」との意見もある。

## 概要
このエピソードは、1988年8月12日に中国共産党の『党史信息報』に掲載された「西沙之戦中的蔣介石」という記事が初出とされる。1990年代に入ると、このエピソードは中国大陸の出版物や文学作品で頻繁に取り上げられるようになった。インターネット上に出回っている情報では、「中華民国海軍が艦隊を護衛した」「数十艘の台湾の補給艦が西沙諸島の前線まで出動し、解放軍の兵士に食料や水を届けた」など、より具体的な内容が盛り込まれているが、いずれも蔣介石が「西沙戰事緊（西沙での戦いは緊迫している）」と言って解放軍への攻撃を控えさせるという点は共通している。
共産党第十八回全国代表大会の開催を記念して2012年に中国中央電視台（CCTV）が制作したドラマ『五星紅旗迎風飄揚2』の第33話でもこのエピソードが引用された。劇中で蔣経国（演：劉欣）が蔣介石（演：馬暁偉）に「台湾海峡を渡る中共の軍艦を迎え撃ちますか」と尋ねると、蔣介石は「西沙での戦いが緊迫していることを知らないのか」と反問し、「中共の軍艦を見送るために灯台を明るくせよ」と指示した。
さらに一部の新聞では、西沙海戦の勃発前に蔣介石が毛沢東に対し「南ベトナムが我が西沙諸島を侵略している。もし中共が出兵しないのならば我らが軍を派遣する」という内容の電報を打ったと主張されている。しかし、蔣介石がそのような連絡をしたことを証明する記録は存在しない。
実際には、ともに反共主義を掲げる中華民国と南ベトナムは友好関係を築いており、蔣介石が南ベトナムと戦うことはありえないと考えられている。また、1974年当時、蔣介石は依然として総統の座にこそあったものの、健康を害していたため事実上の引退状態にあり、実際には蔣経国（行政院長）と厳家淦（副総統）が国政を担っていた。
2010年代、蔡英文政権下の中華民国では、国史館が保管する文書の機密解除が進められていた。その中には国軍が金馬戦線の状況を書き記した文書もあった。その中では「1月23日、汕頭の匪海軍121特編部隊が南海の気象資料を求めていたことが分かった。これは、匪が南海に対する備えを強化したことと関連しているとみられ、今後の動向に注目すべきである」とのみ記されていた。
2011年、解放軍所属の学者である徐焰はこの都市伝説を否定する論文を発表し、「不正確な情報をでっち上げて国民党の指導者を美化する行為は、国内外の反中敵対勢力が展開する情報戦の一環であり、その目的は、中国革命の標的を美化することによって革命戦争と新中国の樹立の合法性を否定することにある」と主張した。